# Wilhelm Rohrbach
Wilhelm Rohrbach  (ur. w 1858 w Kaiserswalde  (Lasówka), zm. tamże 1949) – niemiecki  malarz na szkle, kontynuator wieloletniej tradycji zdobnictwa szkła artystycznego. 
Urodził się w Lasówce w Górach Bystrzyckich w dolinie Dzikiej Orlicy w rodzinie o szklarskich tradycjach, zajmującej się w XIX wieku malowaniem obrazów na szkle, głównie o tematyce religijnej, sprzedawanych w Kłodzku i okolicznych miejscowościach pielgrzymkowych.
19 lutego 1884 w Kaiserswalde ożenił się z Karoline Dorner. Zmarł w 1949 w Lasówce, pochowany został w Mostowicach.
Na cmentarzu w Mostowicach zachował się nagrobek ojca Wilhelma Rorbacha, który również był malarzem na szkle.